# Ernesto Melo Antunes

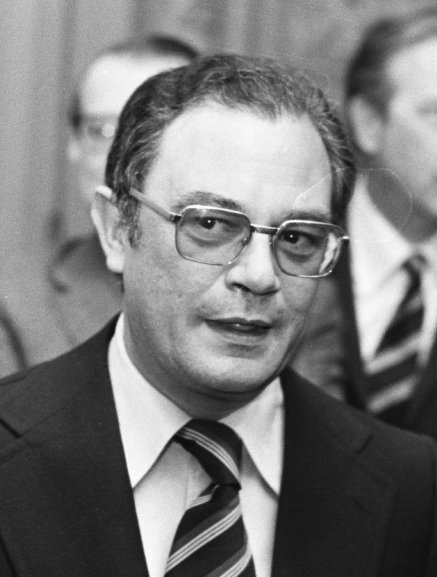
Ernesto de Melo Antunes (1975)

Ernesto Augusto de Melo Antunes, noto come Ernesto Melo Antunes (Lisbona, 2 ottobre 1933 – Sintra, 10 agosto 1999), è stato un militare e politico portoghese, tra i principali leader della Rivoluzione dei Garofani del 25 aprile 1974.

## Biografia
Nato a Lisbona da Ernesto Augusto Antunes (un militare) e Maria José Forjas de Melo, Ernesto Melo Antunes visse fra i sei e i nove anni in Angola, dove il padre era stato trasferito per motivi di servizio. Tornato in patria, frequentò la scuola ad Aveiro e poi a Faro, quindi andò in collegio a Tavira. Dopo il diploma, su pressione della famiglia entrò nel 1953 alla Scuola dell'Esercito. Concluso il corso nel 1956, frequentò il tirocinio per aspirante ufficiale alla Scuola Pratica di Artiglieria e nel 1957 conseguì la qualifica di alfiere (equivalente al grado di sottotenente). Durante questo periodo, la sua curiosità intellettuale lo condusse a leggere Karl Marx ed altri autori proibiti dal regime e per questo motivo venne trasferito nelle Azzorre. Nel 1959 fu promosso tenente e nel 1961 capitano. L'esperienza nelle Azzorre fu determinante per la sua formazione politica e nel 1962 costituì con Manuel Alegre l'Azione Patriottica delle Azzorre, un movimento politico di resistenza al regime. Antunes progettò di promuovere, con l'appoggio del generale Humberto Delgado, una rivolta militare e popolare delle Azzorre, ma il piano non fu attuato per il mancato appoggio di Delgado. In seguito Antunes fu inviato tre volte in Angola ad espletare servizio nella Guerra coloniale portoghese: il primo periodo fu tra il 1963 e il 1965, il secondo tra il 1966 e il 1968, il terzo tra il 1971 e il 1973. Nel 1972 fu promosso maggiore. Durante il servizio in Angola, Antunes maturò una posizione anticolonialista. 
Tornato in patria, entrò nel Movimento dei Capitani, un gruppo militare di opposizione al regime. La sua cultura e preparazione politica furono notate e gli fu chiesto di partecipare alla scrittura del programma politico del Movimento delle Forze Armate (MFA), che era basato su decolonizzazione, democratizzazione e promozione dello sviluppo economico. Dopo la Rivoluzione dei Garofani del 1974, entrò nella commissione di coordinamento del MFA e poi nel Consiglio della Rivoluzione e nel Consiglio di Stato. In seguito divenne ministro senza portafoglio nel II e III governo provvisorio e fu nominato a capo del gruppo di lavoro incaricato di preparare un programma di sviluppo socioeconomico; partecipò anche ai negoziati per l'indipendenza della Guinea-Bissau.
Nel 1975 fu nominato ministro degli esteri del IV governo provvisorio, ma non fu confermato nel successivo V governo provvisorio. Nell'agosto dello stesso anno elaborò il documento del cosiddetto Gruppo dei Nove, un gruppo di ufficiali moderati; tale documento proponeva una terza via tra il modello comunista e la socialdemocrazia dei Paesi dell'Europa occidentale. Nel novembre 1975, insieme ad altri ufficiali moderati guidati da António Ramalho Eanes contrastò un tentativo di colpo di stato promosso da un gruppo di ufficiali dell'estrema sinistra; il golpe fallì, ma quando alcuni proposero la messa al bando del partito comunista portoghese Antunes si oppose, sostenendo che la sopravvivenza di questo partito era un bene per la democrazia in Portogallo. Alla fine del 1975, Antunes ritornò ad essere ministro degli esteri nel VI governo provvisorio. Nel 1976 fu nominato presidente della Commissione Costituzionale (poi trasformatasi in Tribunale Costituzionale). Nel 1978 fu promosso tenente colonnello.
Nel 1982 lasciò il servizio attivo nell'esercito, passando alla riserva; nello stesso anno lasciò l'incarico al Tribunale Costituzionale e fu nominato membro del Consiglio di Stato. Nel 1984 entrò a far parte del consiglio dell'UNESCO e tra il 1986 e il 1988 fu assistente direttore generale dell'organizzazione. 
Nel 1991 aderì formalmente al Partito Socialista. Nel 1996, sotto la presidenza di Jorge Sampaio, tornò a far parte del Consiglio di Stato. Nel 1999 presentò una mozione al congresso del Partito Socialista. Morì nello stesso anno a Sintra. Nel 2004 ebbe la promozione postuma a colonnello.
Ernesto Melo Antunes si è sposato due volte: nel 1961 con Gabriela Maria de Ataide Mota (proveniente da una famiglia della nobiltà delle Azzorre), da cui ebbe tre figli, due femmine e un maschio; divorziato dalla prima moglie, si risposò nel 1997 con Maria José de Souza Pereira.

## Onorificenze
- Ufficiale dell'Ordine Militare di San Benedetto d'Avis (1962)
- Gran Croce dell'Ordine della Libertà (1983)